# دور ألمانيا في الإبادة الجماعية للأرمن

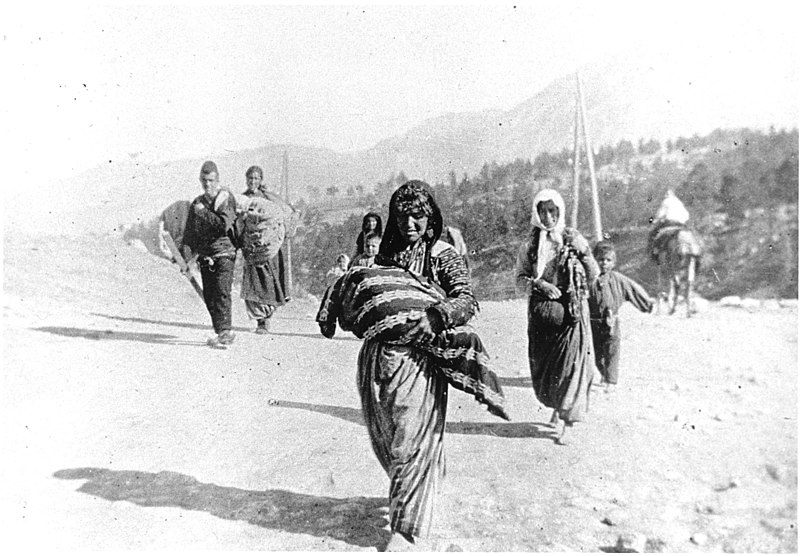
اللاجئون في ممر طوروس

خلال الحرب العالمية الأولى، كانت ألمانيا الإمبراطورية حليفا عسكريا للإمبراطورية العثمانية، التي ارتكبت الإبادة الجماعية للأرمن. كثير من الألمان شهدوا الإبادة الجماعية، لكن الرقابة والرقابة الذاتية عرقلت هذه التقارير بينما نشرت الصحف الألمانية إنكار تركيا للمذابح. وقد اقترحت فكرة المسؤولية المشتركة الألمانية باعتبارها مرتكب جريمة الإبادة الجماعية ولكنها رفضت من قبل علماء آخرين. على الرغم من محاولة أفراد ألمان الإعلان عن مصير الأرمن أو إنقاذ الأرواح، إلا أن الدولة الألمانية تعرضت للانتقاد بسبب «عدم الاكتراث الأخلاقي الشديد» بمحنة الأرمن وعدم القيام بأي شيء لوقف الإبادة العرقية. في عام 2016، اعتذر البوندستاغ عن «دور ألمانيا السافر» في قرار يعترف بالإبادة الجماعية.

## معلومات
بداية من أبريل 1915، أصبح العديد من الألمان الموجودين في شرق وجنوب الأناضول شهوداً على الإبادة الجماعية. وقد اعترف شهود ألمان بطابع الإبادة الجماعية لعمليات الترحيل. في 2 يونيو 1915، أفاد القنصل ماكس إروين فون شويبنر-ريختر أن «إخلاءاً بهذا الحجم هو بمثابة مذبحة لأنه بسبب نقص أي نوع من وسائل النقل، بالكاد يصل نصف هؤلاء الأشخاص إلى وجهتهم أحياء.» (وفقاً لما قاله المؤرخ ستيفان إهريغ «الأرشيف الألماني يحمل كمية كبيرة من مثل هذه التقارير» معظم القنصليين الألمان في الأناضول أعدوا تقارير عن الإبادة الجماعية وانتقدوها، ولكن كان هناك أيضا اتفاق مع الحكومة تركيا الفتاة «لم يكن هناك سجل مكتوب من المحادثات» حول القضية الأرمينية. حاول بعض الدبلوماسيين الألمان مساعدة الأرمن؛ والتر روسلر، القنصل الألماني في حلب، تم تأنيبه بسبب التعاطف المفرط. شكا روسلر أيضا من أن الصحافة الألمانية نشرت قصصا كاذبة تنفي ارتكاب فظائع ضد الأرمن.

## استحقاق اللوم
كان التسامح مع العنف الشديد ضد المدنيين متجذرًا في الثقافة العسكرية للإمبراطورية الألمانية. اشتكى فريدريك برونزارت فون شيلندورف، القائد الألماني في الإمبراطورية العثمانية، ووفقًا لإيريغ، ثاني أقوى رجل في البلاد بعد أنور باشا، من «تذمر القناصل الألمان الذين لم يفهموا شيئًا عن الضرورة العسكرية لإعادة توطين» الأرمن. يُحمّل بعض المؤرخين برونزارت فون شيلندورف مسؤولية التحريض على الإبادة الجماعية. وافق ألمان آخرون علنًا، ومنهم الملحق البحري هانز هيومان، على الإبادة الجماعية على أسس قومية، وليس على أساس الضرورة العسكرية. بعد ترحيل مجموعة من الأرمن من سميرنا، منع القائد الألماني أوتو ليمان فون ساندرز عمليات ترحيل أخرى من خلال التهديد باستخدام القوة العسكرية لمنعهم.
اشتكى دبلوماسيون ألمان من خسائر مالية تقدر بنحو 9.2 مليون مارك للدائنين الألمان نتيجة الإبادة الجماعية للأرمن، والتي لا يمكن تعويضها بعد أن صادرت الحكومة العثمانية الممتلكات الأرمنية «المهجورة». في عام 1916، تلقت ألمانيا 100 مليون مارك من الحكومة العثمانية بمثابة تعويض؛ بعد الحرب، صادر الحلفاء هذا المبلغ. رغم ظهور احتجاجات دبلوماسية ألمانية من وقت لآخر ضد الإبادة الجماعية، يشير إيريغ إلى أن مثل هذه الاحتجاجات «هدفت أساسًا إلى حفظ ماء الوجه وللسيطرة على سوء السمعة والضرر السياسي والدبلوماسي الذي قد تسببه الإبادة الجماعية».
يشير إيريغ إلى احتمال أن تكون فكرة التحريض الألماني قد انتشرت في الأصل من قِبل حكومة تركيا الفتاة. من بين شهود العيان الألمان، كان المترجم السابق هاينريش فيربوشه الأكثر انتقادًا، اتهم ألمانيا بعجزها في التخلي عن «قتلة إسطنبول. انضمت [الحكومة الألمانية] إلى مجتمع المجرمين، الذين امتلكوا جميع الأوراق الرابحة، واستسلمت لإرادتهم الأقوى. كان كل شيء خاضعًا لحالة السعي وراء شبح النصر». جادل المؤرخ الأرميني فاهاكن دادريان بأن المسؤولين الألمان كانوا «شركاء غير مباشرين في الجرائم التي ارتكبها موظفو المنظمة الخاصة [الأتراك] من خلال تأييدهم لهدفها العام وتمويلهم له إلى حد ما وتوجيهه». وفقًا للمؤرخ هيلمار كايزر، فإن «الانخراط الألماني في الإبادة الجماعية للأرمن يغطي طيفًا يتراوح من المقاومة الفعالة إلى التواطؤ. لم تكن هناك سياسة ألمانية موحدة».
وفقًا للمؤرخ أولريتش ترومبنر، كان للحكومة الألمانية تأثير ضئيل على الحكومة العثمانية، إذ «كانت الحماية المباشرة للأرمن تتجاوز تمامًا قدرة ألمانيا». يجادل ترومبنر كذلك بأن ألمانيا لم تحبذ اضطهاد الأرمن أو تسانده، رغم أنه ينبغي لومها على «اللامبالاة الأخلاقية الشديدة» لمحنة الأرمن والفشل التام في اتخاذ أي إجراءات لمساعدتهم. تشير المؤرخة مارغريت إل. أندرسون إلى أنه سيكون من غير المعقول توقع إنهاء ألمانيا لتحالفها مع الإمبراطورية العثمانية من وراء القضية الأرمنية، حسبما طالب به الحلفاء، ولكن يمكن لوم ألمانيا إزاء الكذب على حقيقة اضطهادات العثمانيين. وفقًا للمؤرخ هانز لوكاس كايزر، فإن أفضل فرصة للتدخل كانت في أواخر عام 1914، عندما كان بإمكان الألمان تكرار التزامهم بالإصلاحات الأرمنية والتأكيد عليها. لو تعتذر ذلك، «كان بإمكان السلطات الألمانية المساومة بشكل أفضل في صيف عام 1915 لاستثناء مجموعات ومناطق معينة من الترحيل والإخلاء»، لكن كايزر لم يعتقد أنه كان بإمكان ألمانيا وقف الإبادة الجماعية. جادل عالم الإبادة الجماعية دونالد بلوكسام بأن «فكرة الدور الألماني في تشكيل سياسة الإبادة الجماعية... ليس لها أساس في الوثائق المتاحة». يجادل رونالد غريغور ساني بأن «أفضل كلمة لوصف الدور الألماني هي التواطؤ وليس التحريض أو المشاركة أو المسؤولية... لم يتدخل الدبلوماسيون والضباط الألمان بحزم لوقف عمليات الترحيل والمجازر الأرمنية. امتلكوا القوة العسكرية دون الإرادة السياسية لوقف المذابح».
وفقًا لمحامي حقوق الإنسان البريطاني جيفري روبرتسون، لو كانت الإبادة الجماعية للأرمن قد ارتُكبت بعد قرن من الزمن، فإن محكمة العدل الدولية «ستُحمل ألمانيا مسؤولية التواطؤ في الإبادة الجماعية والاضطهاد، لأنها كانت على علم تام بالمجازر والترحيلات وقررت عدم استخدام سلطتها ونفوذها على العثمانيين لوقفهم».